# 丘利曼河
丘利曼河是俄羅斯的河流，屬於阿爾丹河的右支流，由薩哈共和國負責管轄，河道全長166公里，流域面積約4,020平方公里，最終注入京普通河，河畔聚居地有涅留恩格里和丘利曼。